# آینتا مورتنسون
آینتا مورتنسون (سوئدی: Agneta Mårtensson؛ زادهٔ ۳۱ ژوئیه ۱۹۶۱) شناگر اهل سوئد است.
وی در مسابقات کشوری و بین‌المللی در مجموع برندهٔ ۱ مدال نقره شده‌است.